# Charme de Caroline
Carpinus caroliniana
Espèce
Classification phylogénétique
Statut de conservation UICN

 LC  : Préoccupation mineure
Répartition géographique
Le charme de Caroline (Carpinus caroliniana) est une espèce de plantes à fleurs de la famille des Betulaceae. C'est un petit arbre atteignant 15 mètres de hauteur, rarement 20 m, 8 m de largeur, à tronc très tordu, à écorce lisse ; feuilles (6-10 cm) ovées-oblongues, un peu asymétriques ; bractées (longueur à la maturité, 25 mm) trilobées et fortement nervées ; nucule (4 mm). Floraison printanière. Belle coloration du feuillage à l'automne.
Semis : Stratification chaude 60 jours à 20 °C/25 °C + stratification froide à 3 °C/5 °C pendant 90 à 120 jours. Zone : 3. Tolère l’ombre partielle. Demande un sol profond, riche et légèrement acide. Difficile à transplanter. Supporte la sécheresse mais préfère les sols humides. Sensible à la pollution. Supporte plus ou moins bien la taille.
Bois très dur, brun clair, durable, qu'il est pratiquement impossible d'écraser ou d'user par friction ; il est employé pour faire des leviers, des manches d'outils et autres articles exigeant de la force et de la dureté. Au Québec cependant, où il atteint la limite de son aire, sa taille très réduite ne permet guère de l'utiliser. À l'automne, le feuillage du charme se colore en rouge écarlate, puis jaunit. Les feuilles tombent avant les bractées.

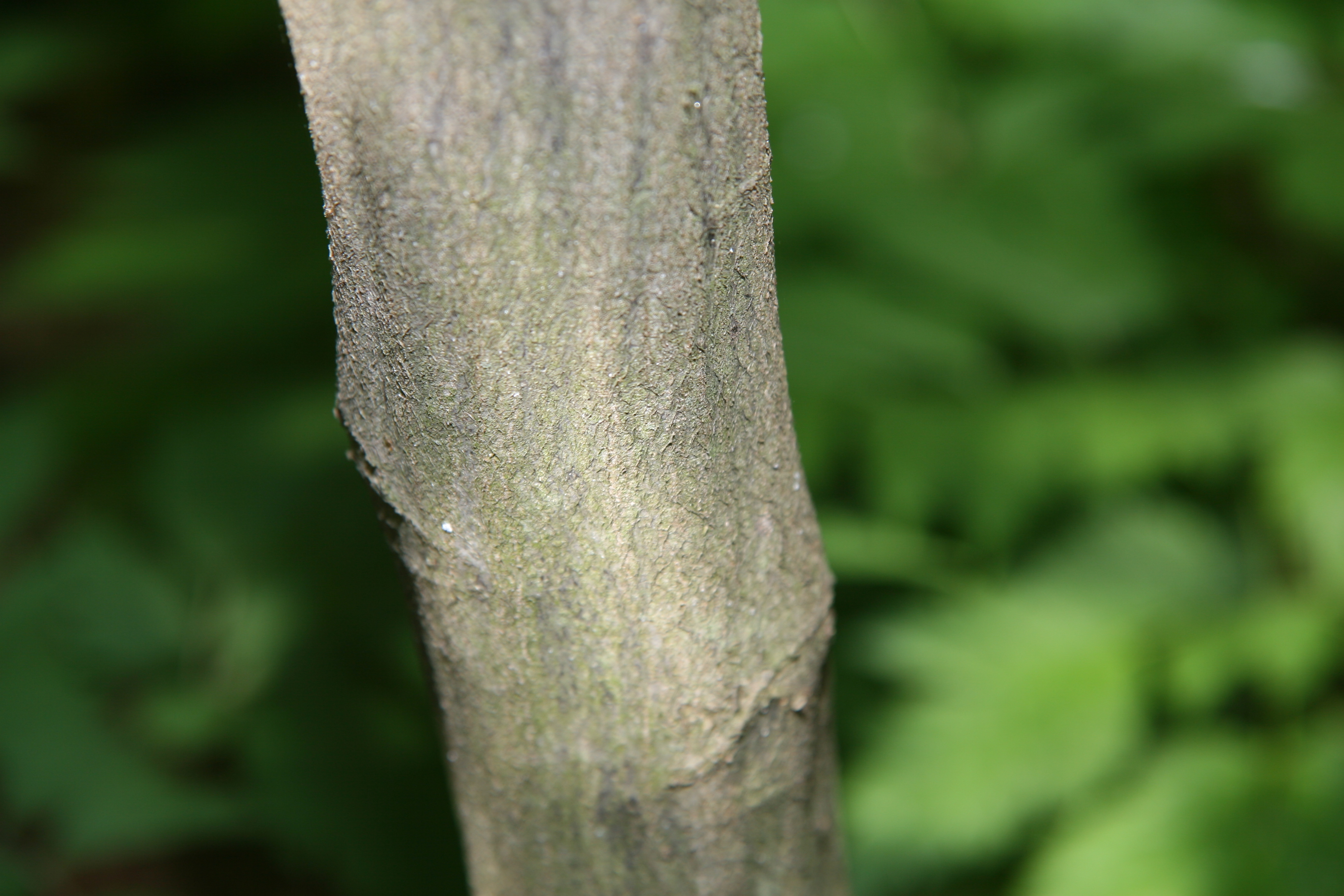
Tronc.
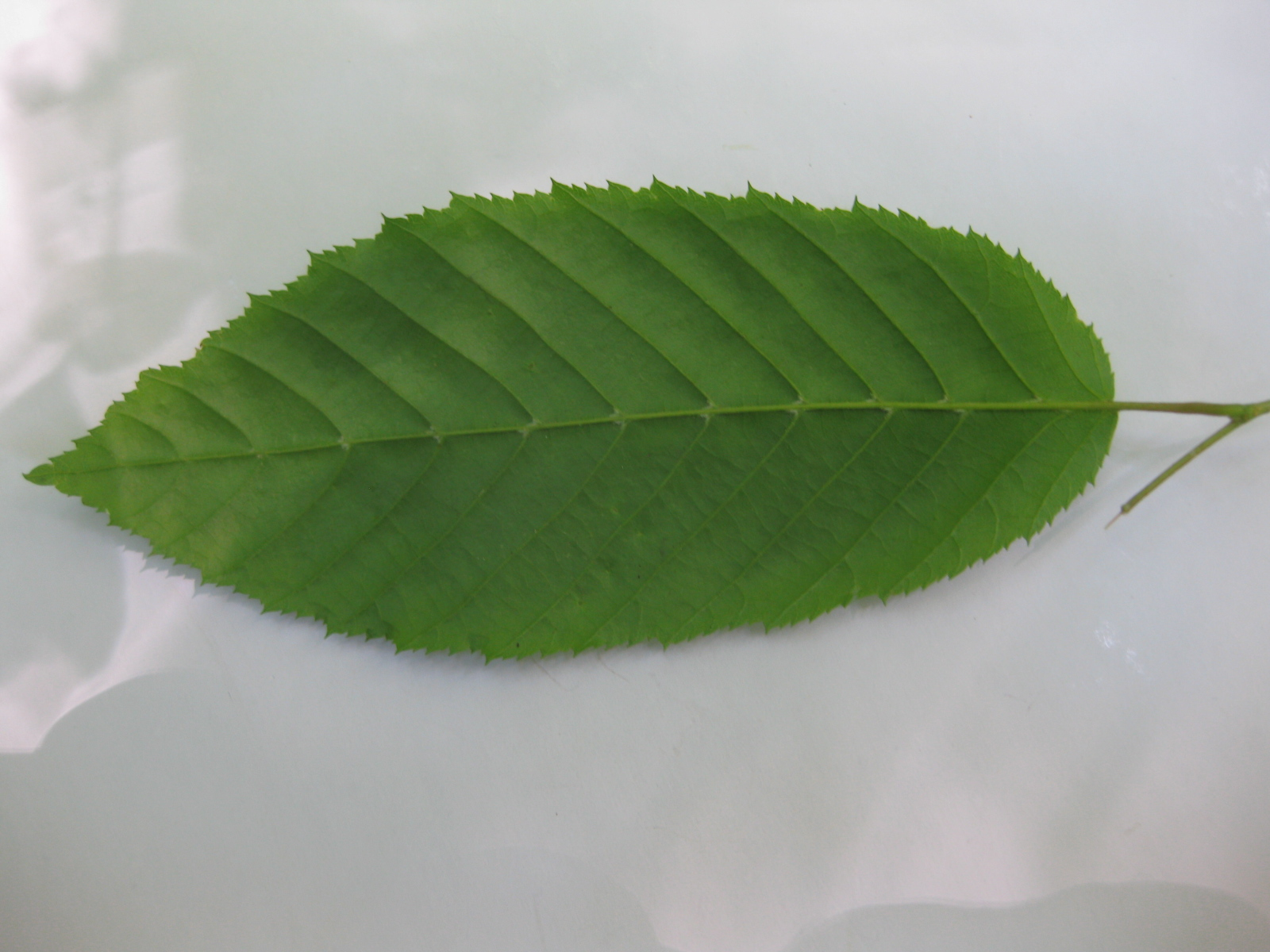
Feuille.
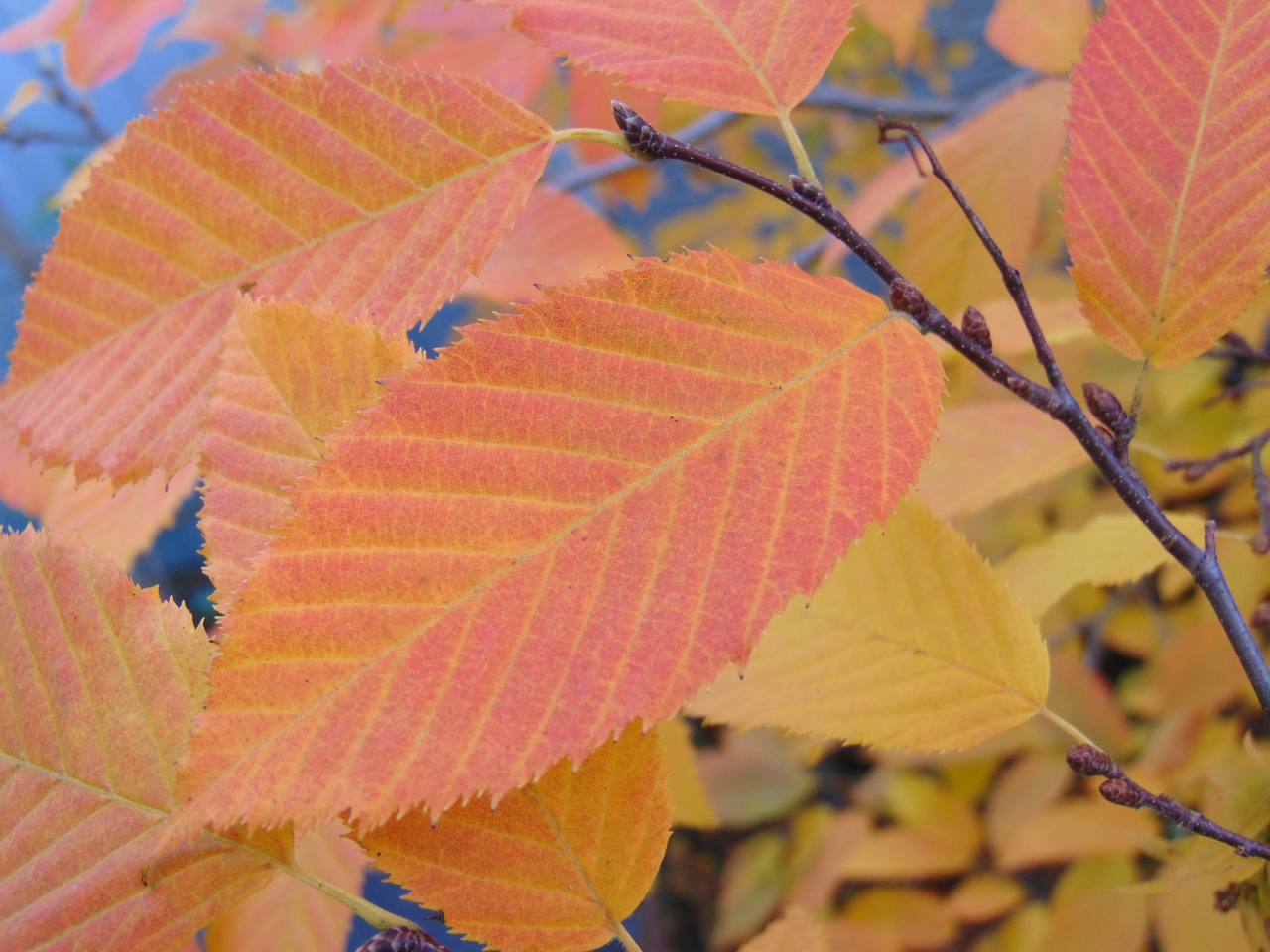
Feuilles d'automne.
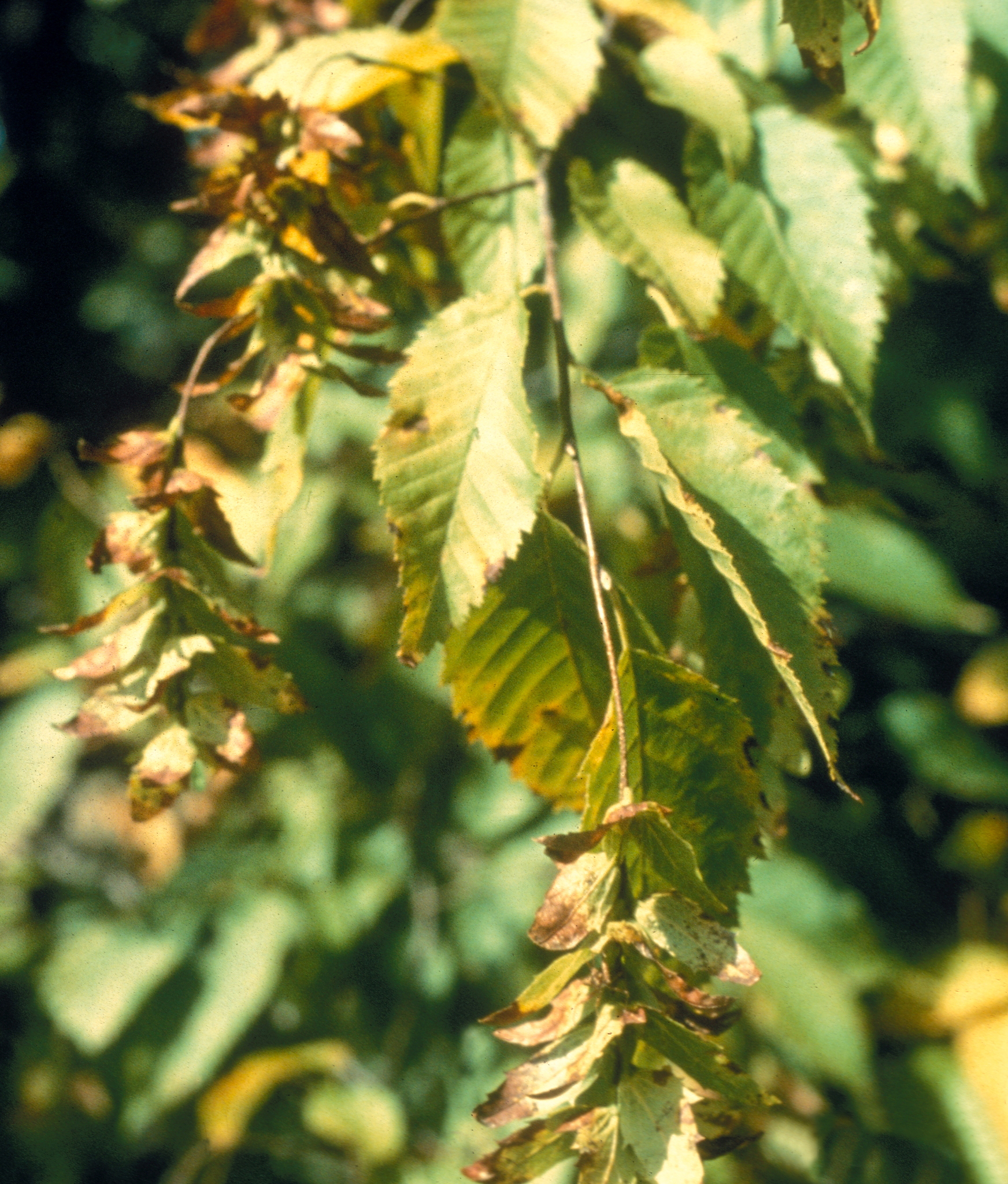
Fruits.
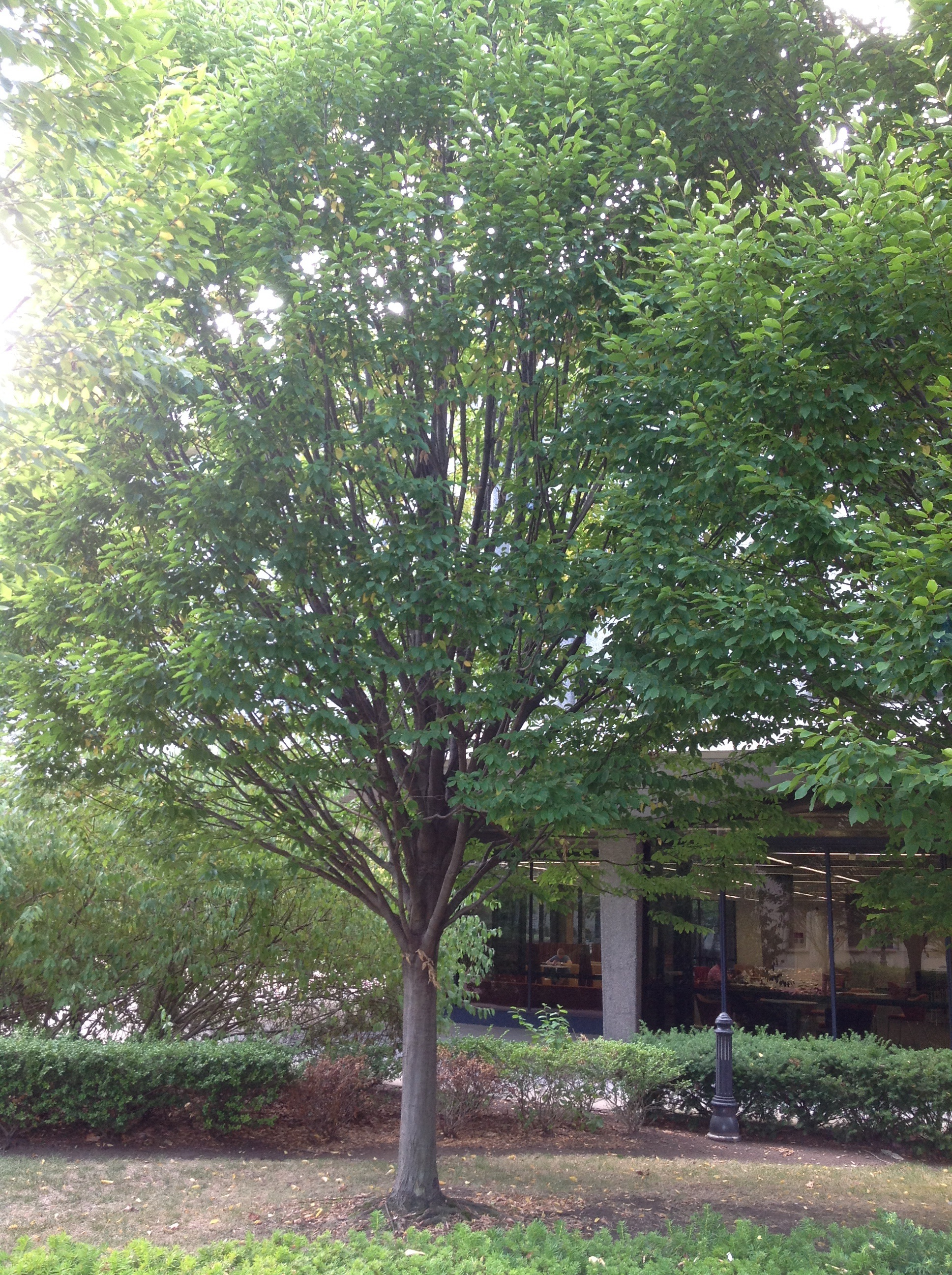
Arbre.